# イオン藤井寺ショッピングセンター
イオン藤井寺ショッピングセンター（イオンふじいでらショッピングセンター)は、大阪府藤井寺市岡二丁目にあるイオンモール株式会社が管理、運営するショッピングセンターである。

## 概要
1973年（昭和48年）12月1日に、当時のダイヤモンドシティにより「藤井寺ショッピングセンター」として開業した。1988年（昭和63年）に別棟として「APT」（アプト）が開業。2003年（平成15年）に改装を行って新装開店した。
2007年（平成19年）8月にダイヤモンドシティがイオンモールと合併したことに伴って運営母体がイオンモールとなり、名称を「イオンモール藤井寺」に変更した。また、核店舗の「ジャスコ藤井寺店」は、2011年（平成23年）3月1日にイオングループの総合スーパーの店名がイオンに統一されたことに伴って「イオン藤井寺店」に改称した。
2014年（平成26年）2月28日をもって、建て替えのため一旦閉店。閉店が発表された2013年（平成25年）11月12日時点でのテナント数は約70であった。
2019年（令和元年）9月14日午前9時に「イオン藤井寺ショッピングセンター」としてリニューアルオープン。核店舗はダイエーが運営する「イオンフードスタイル藤井寺」であり、近畿地方においてダイエーの店舗がイオンモール運営の商業施設に出店するのは初の事例となる。

## 藤井寺駅北地区工事
藤井寺市では、2013年度から3ヶ年計画で、藤井寺駅北側駅前広場から府道堺大和高田線に至る市道藤井寺駅北線のリニューアル工事を実施した。
また、当該路線に隣接するイオンモール藤井寺を含む区域では、敷地整序型土地区画整理事業が実施されており、道路で分断されていたイオンモールの2つの敷地を一体にして、イオンモールを建て替えるとともに、イオンモール周辺の道路を拡幅する予定である。

## 主なテナント
- イオンフードスタイル
- ジョーシン
- GU
- ハニーズ
- ココカラファイン
- ニトリエクスプレス
- 眼鏡市場
- ダイソー
- アバンティブックセンター
- プラサカプコン
- リンガーハット
- スガキヤ
- スターバックスコーヒー
- サーティワンアイスクリーム
- 千鳥屋宗家

## 交通アクセス
- 近鉄南大阪線藤井寺駅から徒歩2分。

## 周辺
- 近鉄南大阪線藤井寺駅
- sol'ya（ソリヤ）- 藤井寺駅そばにある近鉄系ショッピングセンター。ロピア、マクドナルド、COSPAなどが入居する。